# Beckett End
Beckett End – wieś w Anglii, w hrabstwie Norfolk. Leży 48 km na zachód od Norwich i 126 km na północny wschód od Londynu.